# Biwer
Biwer − miejscowość i gmina (gemeng / commune / Gemeinde) we wschodnim Luksemburgu, w kantonie Grevenmacher. Do 3 października 2015 gmina leżała w dystrykcie Grevenmacher. Siedziba administracyjna gminy znajduje się w miejscowości Biwer. Liczy 1926 mieszkańców (1 stycznia 2023).  

## Podział administracyjny
Do gminy należy dziesięć miejscowości, w tym siedem (Uertschaft) oraz trzy lieu-dit:
1. Biwer
2. Biwerbach (Biwerbaach), lieu-dit
3. Boudler (Buddeler / Budler)
4. Boudlerbach (Buddelerbaach / Budlerbach), lieu-dit
5. Breinert
6. Brouch (Bruch)
7. Hagelsdorf (Haastert)
8. Wecker
9. Wecker-Gare (Wecker Gare), lieu-dit
10. Weydig (Weydeg)